# Suburgatory
Suburgatory ist eine US-amerikanische Comedy-Fernsehserie von Emily Kapnek. Sie besteht aus drei Staffeln und 57 Episoden und wurde von 2011 bis 2014 von Warner Bros. Television für den US-Sender ABC produziert. Sie handelt von der 15-jährigen Tessa Altman, die mit ihrem Vater George von der Großstadt in die idyllische Vorstadt zieht. Der Serientitel, der so viel heißt wie Vororthölle, ist ein Kofferwort aus den Wörtern Vorort (englisch suburb) und Fegefeuer (englisch purgatory). Die Erstausstrahlung in den Vereinigten Staaten erfolgte am 28. September 2011 auf ABC im Comedyblock zwischen The Middle und Modern Family.

## Handlung
Der alleinerziehende Architekt George Altman gibt sein Bestes, um seine jugendliche Tochter Tessa anständig großzuziehen. Doch als er bei seiner Tochter eine Packung Kondome in der Schublade findet, entschließt er sich, aus dem Zentrum der Großstadt New York in deren idyllische Vorstadt zu ziehen. Dort angekommen glaubt Tessa, nachdem sie gesehen hat, wie „perfekt“ hier alles ist, sie sei in der Welt der Frauen von Stepford gelandet. Auch ihr Vater fragt sich beim Anblick von schönen Fassaden, perfekt gestutzten Rasenflächen, schönheitsoperierten Müttern und Red Bull schlürfenden Teenagern, ob er die Situation seiner Tochter mit dem Umzug nicht noch verschlimmert habe.
Mit Hilfe seines alten College-Freundes Noah, der koketten Nachbarin Dallas, der sonderbaren Schulfreundin Lisa und ihrer Alpha-Mutter Sheila lernen die beiden, wie das Leben in der Vorstadt so ist, und finden allmählich auch Gefallen daran.

## Produktionsweise und Charakteristika
Handlungsschauplatz ist die fiktive Stadt Chatswin, die, wie im Vorspann zu sehen ist, im Westchester County, einem wohlhabenden Bezirk vor New York City, liegt. Ebenfalls auf diesen Ort weisen die Telefonvorwahl 914 und der ZIP-Code 10805 hin. Tatsächlich finden die Dreharbeiten aber an der Westküste in Toluca Lake, einem Distrikt von Los Angeles, statt. Die Außenaufnahmen werden meist in dem Distrikt selbst oder in der näheren Umgebung in und um die Stadt gedreht.
Eine Besonderheit der Serie ist, dass die Stimme der Protagonistin Tessa die Geschehnisse in den einzelnen Episoden selbst kommentiert.

### Produktionsgeschichte
Emily Kapnek, von der auch die bekannte Jugendserie Gingers Welt stammt, legte ihre Idee zu Suburgatory im Oktober 2010 dem Sender ABC vor, der daraufhin im Januar 2011 grünes Licht für eine Pilotfolge gab. Die Produktionsfirma Warner Bros. Television wurde zusammen mit Piece of Pie Productions mit der Produktion beauftragt. Nachdem die Dreharbeiten zur Pilotfolge im April 2011 stattfanden, folgte im Mai 2011 die offizielle Serienbestellung von ABC. Die Dreharbeiten zu den restlichen Episoden der ersten Staffel wurden im Sommer 2011 wieder aufgenommen und im Februar 2012 beendet. Als Premiere wurde dann der 28. September 2011 genannt. Bereits nach drei ausgestrahlten Episoden gab der Sender Suburgatory eine volle Staffelbestellung von 22 Episoden in Auftrag.
Im Mai 2012 gab ABC die Produktion einer zweiten Staffel mit weiteren 22 Episoden bekannt. Genau ein Jahr später wurde im Mai 2013 die Produktion einer dritten Staffel angekündigt. Die Einstellung folgte erneut ein Jahr später, am 9. Mai 2014.

### Casting
Die Castings begannen im Februar 2011 mit der Verpflichtung von Jane Levy als Protagonistin Tessa Altman, ein Teenager-Mädchen aus Manhattan, das seit 15 Jahren von ihrem alleinerziehenden Vater George großgezogen wird. Eine Woche später wurde die Rolle des Noah Werner, Georges College-Kumpel, der als Zahnarzt bereits einige Jahre früher in den Vorort gezogen ist, mit Alan Tudyk besetzt. Anfang März 2011 wurde Allie Grant für die Rolle der Lisa Shay, eines in der Schule sozial unbeholfenen Mädchens, das sich mit Tessa anfreundet, engagiert. Einige Tage später wurde die Rolle von Tessas alleinerziehendem Vater George, der mit ihr von Manhattan in die Vorstadt zieht, mit Jeremy Sisto und die Rolle von Dalia Royce, eines Mädchens in unmittelbarer Nachbarschaft, die in der Schule schnell zu Tessas Feindin wird, mit Carly Chaikin besetzt. Ebenfalls kurze Zeit später konnte man für die Rolle der wohlhabenden Hausfrau und Mutter von Dalia, Dallas Royce, Cheryl Hines engagieren. Sie erzählt George, dass ihr abwesender Ehemann (Jay Mohr) „viel unterwegs sei“. Als letzte Rollen wurden Tessas ahnungsloser High-School-Beratungslehrer, Mr. Wolfe, mit Rex Lee und die herrschsüchtige Nachbarin der Altmans, Sheila Shay, mit der SNL-Absolventin Ana Gasteyer besetzt. Beide Rollen waren vorerst nur als Neben- und Gastrollen vorgesehen, wurden dann aber zu Hauptrollen ausgebaut.
Ab der zweiten Staffel wurde Chris Parnell als Fred Shay zum Hauptdarsteller befördert. Hingegen wurden die Verträge der beiden Hauptdarsteller Alan Tudyk und Rex Lee aufgrund von Budgetkürzungen nicht für die dritte Staffel verlängert.

## Besetzung und Synchronisation
Die deutsche Synchronisation entstand unter der Dialogregie von Martin Halm durch die Synchronfirma Scalamedia GmbH in München.

### Hauptbesetzung
| Rollenname        | Schauspieler/in | Hauptrolle | Nebenrolle | Synchronsprecher/in    |
| ----------------- | --------------- | ---------- | ---------- | ---------------------- |
| George Altman     | Jeremy Sisto    | 1.01–3.13  |            | Torben Liebrecht       |
| Tessa Altman      | Jane Levy       | 1.01–3.13  |            | Laura Maire            |
| Lisa Marie Shay   | Allie Grant     | 1.01–3.13  |            | Katharina Schwarzmaier |
| Dalia Oprah Royce | Carly Chaikin   | 1.01–3.13  |            | Annina Braunmiller     |
| Noah Werner       | Alan Tudyk      | 1.01–2.22  | 3.05–3.13  | Patrick Schröder       |
| Dallas Royce      | Cheryl Hines    | 1.01–3.13  |            | Solveig Duda           |
| Mr. Wolfe         | Rex Lee         | 1.02–2.22  | 1.01       | Martin Halm            |
| Sheila Shay       | Ana Gasteyer    | 1.14–3.13  | 1.01–1.13  | Dana Geissler          |
| Fred Shay         | Chris Parnell   | 2.01–3.13  | 1.02–1.22  | Manfred Trilling       |

### Nebenbesetzung
| Rollenname    | Schauspieler/in    | Nebenrolle             | Synchronsprecher/in |
| ------------- | ------------------ | ---------------------- | ------------------- |
| Ryan Shay     | Parker Young       | 1.01–3.13              | Roman Wolko         |
| Malik         | Maestro Harrell    | 1.01–3.13              | Tim Schwarzmaier    |
| Jocelyn       | Arden Myrin        | 1.01, 1.03, 1.10, 1.13 | Elisabeth von Koch  |
| Kimantha      | Abbie Cobb         | 1.02–3.11              | Anna Ewelina        |
| Evan          | Sam Lerner         | 1.02–3.08              | Tobias Kern         |
| Kenzie        | Kara Pacitto       | 1.03–2.04              | Ulrike Jenni        |
| Kaitlin       | Katelyn Pacitto    | 1.03–2.04              | Jacqueline Belle    |
| Steven Royce  | Jay Mohr           | 1.05–1.12, 2.22        | Claus-Peter Damitz  |
| Jill Werner   | Gillian Vigman     | 1.08–2.17              | Anke Korte          |
| Scott Strauss | Thomas McDonell    | 1.10–1.13, 2.11        | Patrick Roche       |
| Carmen        | Bunnie Rivera      | 1.17–3.11              | Elena Alvarez       |
| Eden          | Alicia Silverstone | 1.19–1.22              | Melanie Manstein    |
| Alex          | Malin Åkerman      | 2.05, 2.07, 2.22       | Claudia Lössl       |
| Reggie        | Ely Henry          | 2.11–3.08              | Manuel Straube      |
| Nora          | Natasha Leggero    | 3.01, 3.03–3.04, 3.08  | Claudia Lössl       |

## Ausstrahlung
Vereinigte Staaten
Nach der Serienbestellung im Mai 2011 gab ABC eine Premiere für den 28. September 2011 bekannt. Die Serie startete schließlich am Mittwoch im ABC-Comedyblock zwischen The Middle und Modern Family. Die Pilotfolge wurde von knapp 9,8 Millionen Zuschauer gesehen und erreichte ein Zielgruppen-Rating von 3,3. Die Serie übertraf damit ihr Lead-In The Middle, das nur ein Rating von 2,7 hatte, um über 25 Prozent und wurde zum besten Serienstart einer Comedyserie seit sechs Jahren bei ABC auf diesem Sendeplatz. Wie üblich bei neuen Serien verlor Suburgatory in den folgenden Wochen etliche Zuschauer und pendelte sich zum Jahreswechsel 2011/2012 schließlich bei acht Millionen Zuschauern und einem Rating von 2,8 ein. Das erste Staffelfinale wurde am 16. Mai 2012 gezeigt. Im Durchschnitt wurde die erste Staffel von 7,58 Millionen Zuschauer gesehen und erreichte ein Rating von 2,6.
Die Ausstrahlung der zweiten Staffel begann am 17. Oktober 2012 bei ABC im Anschluss an Modern Family. Um für eine weitere Comedyserie Platz zu machen, wurden die letzten vier Episoden auf dem Sendeplatz zwischen The Middle und Modern Family, also eine Stunde früher als sonst, gezeigt. Zum zweiten Staffelfinale zeigte ABC am 17. April 2013 eine Doppelfolge. Im Durchschnitt verfolgten noch 6 Millionen Zuschauer die 22 Episoden der zweiten Staffel; in der Zielgruppe wurde ein Rating von 2,1 gemessen. Die 13 Episoden umfassende dritte Staffel wurde vom 15. Januar bis zum 14. Mai 2014 wieder zwischen The Middle und Modern Family auf ABC gezeigt. Sie erreichten durchschnittlich 5,43 Millionen Zuschauer und ein Rating von 1,57. Gegenüber der zweiten Staffel belaufen sich die Verluste auf 9,7 Prozent bei der Gesamtzuschauerzahl und auf 26,5 Prozent beim Zielgruppen-Rating.
Deutschland
Die Ausstrahlungsrechte für Deutschland erwarb im März 2012 die Sendergruppe ProSiebenSat.1 Media, wo die Ausstrahlung der Serie in Doppelfolgen seit dem 29. August 2012 beim Sender ProSieben erfolgt. Am 14. November 2012 wurden zum Finale der ersten Staffel drei Episoden am Stück gezeigt. Die zweite Staffel wurde zwischen dem 19. Juni und dem 28. August 2013 in Doppelfolgen auf ProSieben ausgestrahlt. Die Ausstrahlung der dritten Staffel fand beim Sender vom 7. Mai bis zum 20. August 2014 statt.
Österreich
In Österreich zeigte der Sender ORF eins die erste Staffel der Serie zwischen dem 1. September 2012 und dem 4. Mai 2013 im Nachmittagsprogramm. Die zweite Staffel begann wenige Wochen später am 22. Juni 2013 ebenfalls im Nachmittagsprogramm und wurde im November des gleichen Jahres vorzeitig nach 19 Episoden beendet. Die restlichen drei Episoden zeigte der Sender Ende Dezember 2013 und Ende März 2014.
International
Suburgatory wird in über 20 verschiedenen Ländern in Nord- und Südamerika, Europa, sowie in Ozeanien verbreitet. Neben den Vereinigten Staaten wird die Serie seit dem Jahr 2011 auch in Kanada und Lateinamerika ausgestrahlt. Im Jahr 2012 fand die Erstausstrahlung der Serie in Spanien, Polen, dem Vereinigten Königreich, Irland, Serbien und in den ozeanischen Staaten Australien und Neuseeland statt. Suburgatory wird bei vielen verschiedenen Sendern der jeweiligen Länder ausgestrahlt, so wird sie zum Beispiel in Lateinamerika beim Warner Channel und in Irland bei RTÉ Two gezeigt. Ansonsten ist die Ausstrahlung größtenteils auf den länderspezifischen frei empfangbaren Privatsendern zu sehen.

## Rezeption

### Kritik
Die Serie hat bei Metacritic ein Metascore von 70/100 basierend auf 25 Rezensionen. Auf TV.com hat die Serie ein Rating von 8,3/10 basierend auf 555 abgegebenen Stimmen, und auf IMDb.com hat sie ein Rating von 7,2/10 basierend auf mehr als 27.000 abgegebenen Stimmen. Die Kritiken gehen weit auseinander, so sagt David Wiegand vom San Francisco Chronicle, dass „Kapnek es geschafft hat, eine Serie sowohl satirisch als auch emotional ansprechend zu machen“ und führt weiter aus, dass „diese zwei Arten der Komödie nicht immer gut zusammenarbeiten“. Auf der anderen Seite kritisierte Neil Genzlinger von der The New York Times, dass die Serie „mit einer dünnen Prämisse beginnt und diese dazu verwendet, um zu einer ungenauen Dichotomie zu springen, unterstützt mit müden und unlustigen Stereotypen“.

### Auszeichnungen und Nominierungen
People’s Choice Awards
- 2012: Nominierung in der Kategorie Favorite New TV Comedy für Suburgatory

Critics’ Choice Television Awards
- 2012: Nominierung in der Kategorie Best Supporting Actress in a Comedy Series für Cheryl Hines

## DVD-Veröffentlichung
In den Vereinigten Staaten erschien die erste Staffel am 18. September 2012. In Deutschland ist die komplette erste Staffel seit dem 30. August 2013 erhältlich.